# عرايس في المزاد (فلم)
عرايس في المزاد هو فيلم مصري عرض عام 1955، بطولة كريمان وشكري سرحان ومحمود المليجي وعايدة هلال، ومن إخراج حسن الصيفي.

## قصة الفيلم
يرى أب أن يزوج بناته الثلاث من رجال أثرياء حتى يضمن لهن حياة سعيدة ومستقبل مضمون، إلا أن هذه الفكرة لم تلق قبولا من أولاده، فتقرر الابنة الكبرى أن تهرب من منزلها وتلحق بشاب مكوجي تحبه، أما الثانية فتسير في طريق الرذيلة وتنتهي حياتها نزيلة في مستشفى الأمراض العقلية، والثالثة تعمل في إحدى الشركات موظفة على الآلة الكاتبة، تتقابل مع زميلها المهندس الذي يعمل بالشركة ويتفقان على الزواج.

## طاقم التمثيل
- كريمان: (نوال)
- شكري سرحان: (عادل شكري)
- محمود المليجي: (الأب)
- عايدة هلال: (آمال)
- ماري منيب: (أم دلال)
- زينات صدقي: (دلال)
- محمود شكوكو: (المكوجي)
- السيد بدير: (عبد الموجود)
- رشدي أباظة: (فتحي)
- إستفان روستي: (شرف)
- عدلي كاسب: (المحامي)
- سليمان الجندي: (الطفل)
- جمالات زايد: (أم زكية - الخاطبة)
- سامية رشدي: (أم عبد الله)
- محمد كامل
- زكي إبراهيم
- عبد الغني النجدي
- عبد العظيم كامل
- حسين إسماعيل
- أحمد درويش
- جورج يوردانيدس
- محمد الملواني
- نبوية مصطفى
- ماري باي باي
- مختار السيد: (الشاهد)
- محمد أبو السعود: (عبد الودود)
- سميحة محمد: (الجارة)
- إبراهيم حشمت: (القاضي الشرعي)

## فريق العمل
- إخراج: حسن الصيفي
- قصة وحوار: أبو السعود الإبياري
- سيناريو: حسن الصيفي
- مدير التصوير: مسعود عيسى
- مونتاج: عبد المنعم توفيق
- إنتاج: أفلام مصر الجديدة
- توزيع: أفلام مصر الجديدة
- تأليف الأغاني: فتحي قورة، مأمون الشناوي
- ألحان الأغاني: محمود الشريف، محمود شكوكو

## وصلات خارجية
- مقالات تستعمل روابط فنية بلا صلة مع ويكي بيانات